# MOWSE (Proteinforschung)
MOlecular Weight SEarch (MOWSE) ist eine Methode, um Proteine anhand der molaren Masse ihrer Peptide zu bestimmen. Diese wird per Massenspektrometrie bestimmt.
Der Algorithmus MOWSE wurde von Darryl Pappin und David Perkins am britischen Imperial Cancer Research Fund entwickelt und von Cancer Research Technology lizenziert. Der wahrscheinlichkeitsbasierte MOWSE-Score bildete die Basis für die Entwicklung von  Mascot, einer Software für die Identifizierung von Proteinen anhand von Daten der Massenspektrometrie.